# Поликарп (Радкевич)
Епископ Поликарп (в миру Феодосий Иванович Радкевич; 14 августа 1798, Русские Фольварки, Подольская губерния — 22 августа 1867, Орёл) — епископ Русской православной церкви, епископ Орловский и Севский.

## Биография
Родился 14 августа 1798 года в Русских Фольварках, предместье города Каменец-Подольска Подольской губернии.
Первоначально обучался в Подольской духовной семинарии. В 1819 году как лучший студент семинарии послан в Киевскую духовную академию. В 1823 году окончил духовную академию со степенью кандидата богословия и 17 сентября назначен инспектором Волынской духовной семинарии.
23 февраля 1824 года пострижен в монашество. 18 января 1825 года рукоположён во иеродиакона, 21 ноября — во иеромонаха.
13 февраля 1826 года назначен инспектором Орловской духовной семинарии. 1 февраля 1828 года получил степень магистра.
С 15 июля 1829 года — ректор Могилёвской духовной семинарии, а с 25 августа и настоятель Могилёвского Братского Богоявленского и приписанного к нему Буйницкого Свято-Духова монастыря. 
30 августа 1829 года возведён в сан архимандрита.
19 марта 1836 года перемещён ректором Смоленской духовной семинарии и настоятелем Смоленского Спасо-Авраамиева монастыря.
2 января 1843 года назначен настоятелем Афинской посольской церкви в Греции.
8 марта 1850 года переведён настоятелем Нежинского Назарет Богородицкого монастыря, а 15 ноября — настоятелем Бахчисарайского Успенского скита.
Со 2 октября 1852 года — настоятель Балаклавского Георгиевского монастыря.
5 июля 1853 года хиротонисан во епископа Одесского, викария Херсонской епархии. Хиротонию совершал архиепископ Херсонский и Таврический Иннокентий (Борисов).
С 24 марта 1857 года — начальник Русской духовной миссии в Иерусалиме; в том же году 30 сентября возвращён к прежнему месту служения.
С 12 июля 1858 года — епископ Орловский и Севский.
Преосвященный Поликарп был строг, но милостив, во все дела вникал лично. При объездах епархии всегда предлагал народу поучения. Он любил детей, знал цену духовному просвещению, поэтому следил за бытом учащихся, их нравственностью, часто жертвовал личные средства на улучшение пищи и одежды воспитанников. Усердно занимался храмоздательством и всеми епархиальными делами, стараясь искоренить мздоимство и лицемерие.
Скончался 22 августа 1867 года. Из-за позднего получения сведений о его кончине 29 августа состоялось Высочайшее повеление об увольнении его на покой.
Погребён в Орле в Успенской церкви архиерейского дома, за правым клиросом.
После 1917 года некрополь при Успенском монастыре (Архиерейском Доме) сильно пострадал. 
В 1992 году при проведении благоустройства и археологических работ на месте Успенского храма были обнаружены пять разграбленных в советский период российской истории архиерейских захоронений, помимо Поликарпа, это были останки епископов Никодима (Быстрицкого), Ювеналия (Карюкова), Иринея (Орды) и Митрофана (Землянского).
В августе 1994 года архиепископом Орловским и Ливенским Паисием во время соборного служения духовенства города Орла было совершено перезахоронение праха пятерых архиереев.

## Сочинения
- Сила православной веры // Странник. — СПб. — 1860. — август.
- Воззвание к сельским жителям по прочтении положения о приходских попечительствах при православной церкви // Странник. — СПб. — 1865. — январь.